# Skalpel
Skalpel ist ein polnisches DJ-Duo aus Breslau, bestehend aus Marcin Cichy und Igor Pudło.

## Geschichte
Skalpel wurde 1998 in Breslau gegründet. 2000 erfuhr das Duo größere Bekanntheit, als es DJ Vadim auf einer Polen-Tour begleitete. Pudło hatte den russischen DJ kennengelernt, als er ihn für die Hip-Hop-Zeitschrift Klan interviewt hatte. Im selben Jahr wurde ihre erste Demo-EP Polish Jazz veröffentlicht. 2001 unterschrieben sie einen Vertrag beim renommierten britischen Independent-Label Ninja Tune, bei dem sie zwei Alben veröffentlichten. 2014 wurde nach einer längeren Pause ein neues Album des Duos herausgegeben, Transit. In der Zwischenzeit widmeten sich die beiden Skalpel-Mitglieder Solo-Projekten. Pudło veröffentlichte bei Ninja Tune das Album Breslau (als Igor Boxx), während Cichy u. a. unter dem Namen Meeting by Chance aktiv war.
2005 wurde Skalpel mit dem Paszport Polityki in der Kategorie Populäre Musik ausgezeichnet.
2023 erschien mit Big Band Live eine Neuinterpretation der Stücke aus dem Debütalbum (Skalpel), eingespielt durch eine 17-köpfige Big Band unter Leitung von Patryk Pilasiewicz. 2024 folgte dann Recut mit Remixen derselben Stücke durch bekannte polnische Elektronikmusiker.

## Stil
Ein Großteil der Musik von Skalpel basiert auf Samples polnischer Jazz-Musik der 50er, 60er und 70er Jahre, darunter Krzysztof Komeda, Tomasz Stańko oder Laboratorium. Obwohl sie nur Samples verwenden, klinge ihre Musik sehr live.

## Diskografie
Alben
- Skalpel (Ninja Tune, 2004)
- Konfusion (Ninja Tune, 2007)
- Transit (PlugAudio, 2014)
- Highlight (NoPaper Records, 2020)
- Origins (NoPaper Records, 2022)
- Big Band Live (NoPaper Records, 2023)

EPs
- Polish Jazz (self release, 2000)
- 1958 (Ninja Tune, 2003)
- Sculpture (Ninja Tune, 2003)
- Break Out (Ninja Tune, 2005)
- Simple (PlugAudio, 2014)

Sonstige
- Virtual Cuts (Blend Records, 2001, Mixtape)
- 1958 Breaks (Ninja Tune, 2005, Kompilation)
- Recut (NoPaper Records, 2024, Remixes)